# Habitat 67

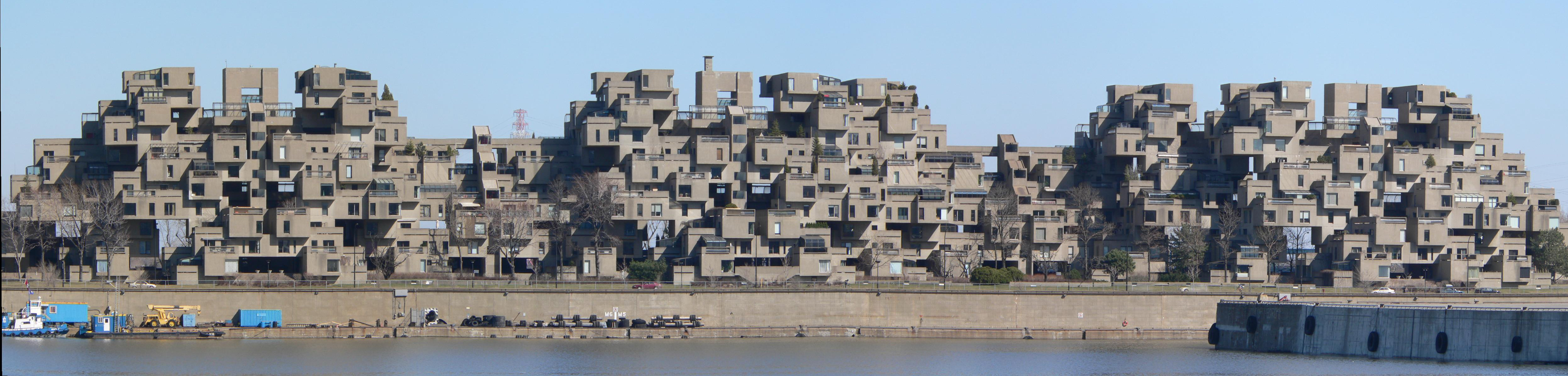

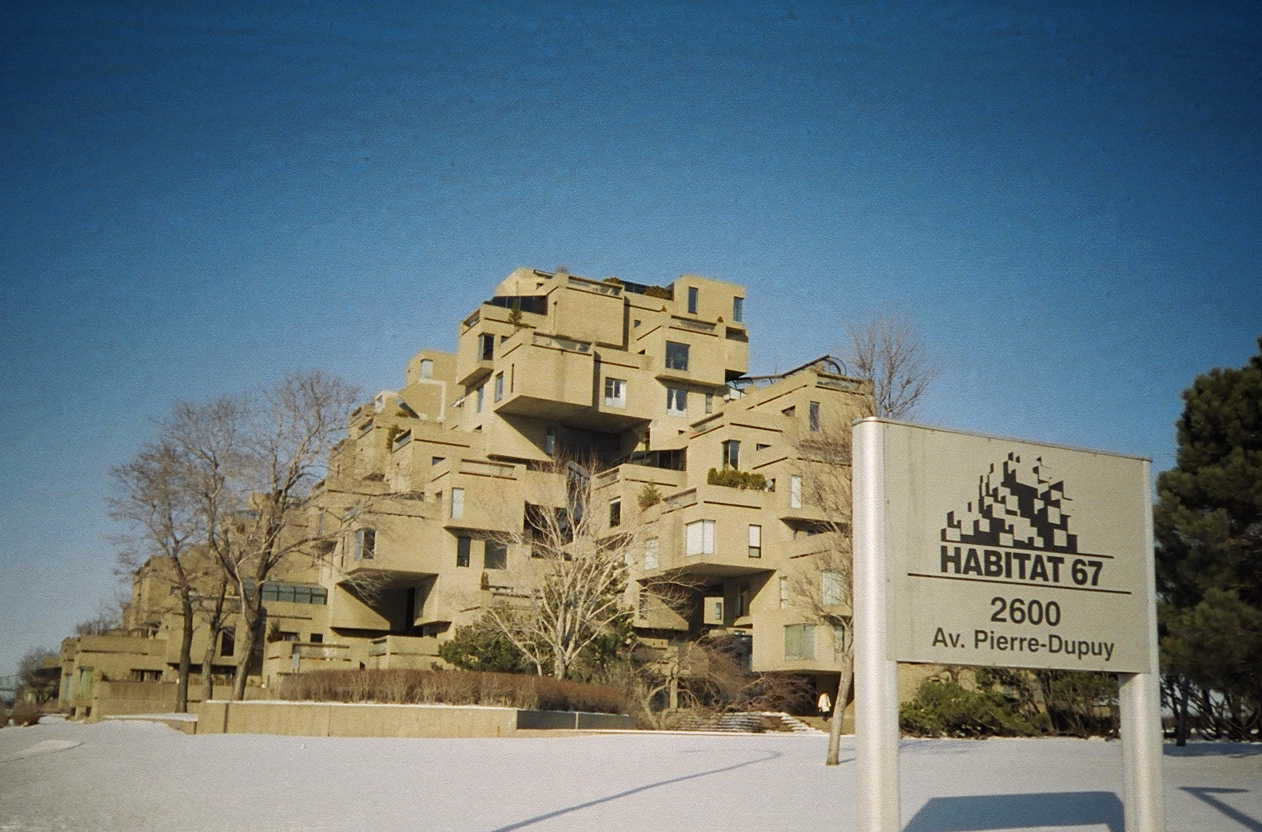

A Habitat 67 lakóépület Montréalban, Kanada Québec államában a Marc-Drouin Quayn, a Szent Lőrinc folyó partján. 1967-ben Moshe Safdie építész tervei alapján épült az Expo '67 keretében. 
Koncepciója a modernizmus és a privát otthoni szféra integrálása. Viszonylagosan olcsón akar teremteni jó életfeltételeket: egymáshoz közel, de mégis a személyességet megtartva épültek a lakások, amelyekhez kert is tartozik. Ma már magánkézben van, és az itteni lakások nem számítanak olcsónak. 
Az építész célja volt az is, hogy az itt alkalmazott struktúrát máshol is használják, ez azonban mindeddig nem vált valóra. 
Az épületkomplexum címe: 2600, Pierre Dupuy Avenue

## Külső hivatkozások
- Habitat 67 Then and Now from SORELLARIUM:13 (angol)
- Habitat '67 Habitat 67 web site(angol)
- Moshe Safdie Moshe Safdie and Associates web site(angol)
- Habitat 67 and the Expo 67(angol)
- McGill Archiválva 2011. március 12-i dátummal a Wayback Machine-ben McGill Habitat 67 web page (angol)
- Habitat '67 Great Buildings Online(angol)